# Stenodyneriellus clypearis
Stenodyneriellus clypearis är en stekelart som beskrevs av Giordani Soika 1995. Stenodyneriellus clypearis ingår i släktet Stenodyneriellus och familjen Eumenidae. Inga underarter finns listade i Catalogue of Life.